# Liga Atlética Interuniversitaria de Puerto Rico
La Liga Atlética Interuniversitaria de Puerto Rico (abbreviata in LAI) è un'istituzione sportiva senza scopo di lucro che organizza e celebra un programma sportivo tra le università dell'isola. Dal 1929 promuove un ambiente sportivo di sana e responsabile competizione tra le realtà universitarie.

## Storia

### Gli inizi
La direzione sportiva del direttore sportivo dell'Università di Porto Rico (UPR), Cosme Beitía Sálamo, lo ha portato a convocare un incontro con José D. Morales e Luis A. Izquierdo della Facoltà di Agricoltura e Arti Meccaniche (CAAM, attuale Mayagüez Campus dell'UPR) e il professor Charles A. Leker, dell'Istituto Politecnico di Porto Rico (oggi Università Interamericana di Porto Rico), per riorganizzare le competenze universitarie, poiché tra I decenni 1910-20 furono solo gare tra università e college. In questo incontro furono creati i regolamenti che crearono l'Intercollegiate Athletic Association (AAI) nel 1929.
Iniziò così un nuovo capitolo nella storia dello sport di Porto Rico, dando vita allo sport universitario organizzato sull'isola. Il 2 e 3 febbraio 1929 si disputarono le prime competizioni che prevedevano solo tre sport: basket, baseball e tennis. . L'UPR è stata la vincitrice dello sport del cerchio e rete, nella palla hanno pareggiato e nel tennis ne hanno vinta una e la seconda partita è andata alla CAAM.
La visione di Beitía ha portato ciascuna università fondatrice a sviluppare il proprio dipartimento di educazione fisica e a creare le proprie associazioni per dare forma, anni dopo, alla competizione universitaria. L'UPR si è distinta per essere stata pioniera nello stabilire il curriculum del primo programma di educazione fisica associato per la preparazione degli educatori fisici. Inoltre, è stata la prima istituzione a reclutare diverse donne per il suo programma sportivo, tra cui: Rebekah Colberg, che sarebbe stata la prima donna a vincere una medaglia d'oro in una competizione internazionale.
Il CAAM si distinse per i risultati ottenuti nelle manifestazioni di atletica, baseball, tennis e basket rispetto ai suoi omologhi e alle più importanti scuole superiori dell'Isola dell'epoca. Mentre era al Poly, il professor Leker fece sì che la sua università diventasse il precursore degli impianti sportivi per essere la sede delle Giostre Intercollegiate del 1931 e 1933.
Dal 1942, grazie alle diverse riorganizzazioni che l'AAI e la Commissione Atletica Intercollegiata subirono, nacque la Lega Atletica Interuniversitaria, meglio conosciuta come LAI. Questo consiglio, composto dai direttori atletici Felicio M. Terregrosa dell'UPR, Rafael A. Mangual del CAAM e Luis Sambolín del Poly, ha stabilito il Regolamento di ammissibilità per gli studenti atleti per competere per le loro università nelle Fiere Interuniversitarie.

### Giostre di Atletica
Le prime gare di atletica leggera si disputarono il 14 marzo 1929 sulla pista dell'Università di Porto Rico a Río Piedras. I vincitori furono i Gallitos dell'UPR di Río Piedras diretti dal professor Cosme Beitía, vincendo il loro primo campionato con 58 punti. Il secondo posto è andato al Collegio di Agricoltura e Arti Meccaniche di Mayagüez (oggi riconosciuto dal Colegio de Mayagüez o con il suo nome ufficiale nel sistema educativo UPR di Mayagüez) con 39 punti formati da José D. Morales. L'Istituto Politecnico di San Germán “Poly” (oggi Università Interamericana di San Germán) si è classificato al terzo posto con 20 punti sotto Charles A. Lecker.
I partecipanti a queste prime gare di atletica leggera furono, per l'UPR di Río Piedras: Juan “Lírico” Ramírez, Juan Juarbe, Fernando Torres, Ramon Barreiro, Rafael Vélez, Agustín García e Rafael Villanueva. Il CAAM era rappresentato da Elías Fernández, Melchor Alcina, José L. Nieto, Juan B. Huyke, Florentino Laguna, Ramón Moreno, Guillermo García, Clemente Javier e Manuel Rohena. Félix Sárraga, Luis A. Toro, José “Pepito” Irizarry, Antonio Capriles, Ramón Vales, Manolo Garcia, Luis Colombiani e Luis Sanjurjo hanno gareggiato per Poly.
Hanno gareggiato nei 100 metri, 200 metri, 400 metri, 800 metri, 400 metri a ostacoli, staffetta 4x100 metri, staffetta 4x400 metri, salto in alto, salto con l'asta, salto in lungo, lancio del peso, lancio del disco e lancio del giavellotto.
L'atleta più eccezionale è stato Ramón Barreiro dell'UPR di Río Piedras con 13 punti.

### Rappresentazione femminile
Sebbene le competizioni intercollegiate femminili si svolgessero sin dagli anni '30, fu solo nel 1969 che le competizioni femminili furono formalmente incorporate nella LAI.
Secondo la storia degli sport femminili universitari, le donne furono ufficialmente integrate nello sport della pallavolo nella stagione 1969-70. Il nuoto e il tennis furono gradualmente incorporati nel 1970-71. Ciò è dovuto ai progressi nei programmi di educazione fisica nel paese, in particolare presso l’Università di Porto Rico (UPR) di Río Piedras.
Tuttavia, fu nella stagione 1971-72 che la Lega stabilì la parità di partecipazione di entrambi i sessi alle attività sportive negli istituti scolastici secondo le disposizioni della legge federale del titolo IX del 1972.
Nella LAI cresce l'apertura dello spazio alle competizioni femminili con le prime Giostre di Atletica Leggera nel 1972. Una disciplina che, fin dagli albori dello sport nell'antica epoca dell'Olimpismo, aveva vietato la partecipazione femminile. Questo evento storico ha visto come vincitrice l'UPR di Río Piedras con 47 punti sotto la direzione di Cecilia James. Al secondo posto la Pontificia Universidad Católica con 44 punti e al terzo posto l'Universidad Interamericana con 16 punti. La miglior marcatrice è stata María Vázquez della Católica, che ha vinto l'oro nei 100 e 200 metri e nel salto in lungo.
Il basket fece il suo debutto nella stessa stagione con l'Università Interamericana come campione. Nel 1976-77 entrarono nel softball con l'UPR di Humacao e nel cross country con il Colegio de Mayagüez come vincitori. La cronologia continua nel 1979-80, iniziano i campionati di staffetta per entrambi i sessi e l'inserimento del judo femminile. Nel judo, l'UPR di Río Piedras ha vinto il campionato.
Il tennis da tavolo ha debuttato in entrambi i sessi nel 1984-85. Il sollevamento pesi femminile si è fatto strada nel 2003-2004 con i campioni dell'UPR di Río Piedras. Il cheerleader come sport ufficiale che include entrambi i sessi è stato nel 2007-2008 con l'UPR di Bayamón alla guida.
Lo sport più recente per entrambi i rami è il beach volley, ufficializzato nel 2012-2013 con i Jerezanas dell'UPR di Río Piedras e i Pitirres dell'Universidad del Este (ora UAGM della Carolina). Nel 2013-2014, gli sport femminili sono stati inclusi tra i vincitori dell'UPR di Río Piedras e il nuoto in vasca breve in entrambi i rami con i vincitori delle Jerezanas dell'UPR di Río Piedras e dei Pioneros della Pontificia Universidad Católica.
Gli eventi imperiali e il taekwondo sono stati gli ultimi sport ad essere ammessi nel 2013-2014 in entrambi i sessi. I Juanas del Colegio e i Tigres dell'Interamericana emersero vincitori della prima edizione di taekwondo, mentre l'Interamericana dominò gli eventi imperiali.
Nella lotta olimpica c'è stata un'esibizione nel ramo femminile e il softball maschile è stato ritirato, entrambi gli sport perché non soddisfacevano il requisito di avere otto istituzioni partecipanti. Il baseball rimane nella sua forma naturale dal 1928-29 per il ramo maschile.
È nel 2019 che la LAI conta lo stesso numero di sport ufficiali in entrambi i rami per un totale di 18. Di questi 18 sport, c'è il softball per il ramo femminile, il baseball per quello maschile e il cheerleader come misto.

### Staffetta 4×400
Recentemente, il 25 marzo 2023, la LAI ha incorporato il primo evento misto nell'atletica leggera: la staffetta 4×400.
È stata la squadra dell'Università Interamericana di Porto Rico ad autografare il primo record della 4x400 metri misti realizzato dal talento di Carlos Cruz, Yamilette González, Edgar Rodríguez e Nadesha Pacheco sulla pista di Raúl Rodríguez de Villalba.
Il quartetto ha cronometrato 3:34.83. Al secondo posto si è classificata l'Università di Porto Rico di Mayagüez con Jameil López, Alejandra Cruz, Diego Chaves e Solymar Arroyo con il tempo di 3:41.59. L'UPR di Río Piedras, composta da Jan Rodríguez, Alexandra Nieves, Jamal Birriel e Jayleann Serrano, ha concluso al terzo posto con 3:43.74. Da parte loro, Onix Martínez, Xioneisha Vega, Javier Hernández e Naomi Ortiz dell'Università Ana G. Méndez hanno corso 3:43.82, piazzandosi quarti.
Le radici della staffetta mista 4x400 metri sono nel programma del Campionato mondiale di staffetta di Nassau 2017. Al Campionato mondiale di Doha 2019 ha attirato l'attenzione dei fan con 16 squadre. La squadra campione del mondo di atletica leggera è stata gli Stati Uniti con Wilbert London, Allyson Feliz, Courtney Okoloa e Michael Cherry con un record mondiale di 3:09.34. Questo evento ha fatto il suo debutto ai Giochi Olimpici, a Tokyo 2020, con la Polonia – Karol Zalewski, Natalia Kaczmarek, Justyna Swiety-Ersetic e Kajetan Duszynski – che ha vinto con 3:09.87.

### Unificazione delle università
Raggiungere l'unificazione di tutte le università del paese nella competizione universitaria creola era un'idea folle per molti, ma nel 2006, sotto la presidenza di Marcelina Vélez, presidentessa della Pontificia Università Cattolica di Porto Rico, ed ex commissaria sportiva della LAI, Sig. José E. Arrarás, si unirono otto nuove istituzioni e un anno dopo entrò a far parte della LAI , Università dei Caraibi, per un totale di 21 università. Questi sono: Campus dell'Università di Porto Rico: Río Piedras, Mayagüez, Bayamón, Humacao, Cayey, Arecibo, Carolina , Aguadilla, Utuado e Ponce, Pontificia Universidad Católica, Universidad Interamericana, Universidad del Sagrado Corazón, American University, Universidad del Turabo, Central Università di Bayamón, Università Metropolitana, Università Politecnica, Università dei Caraibi, Università del Este e l'università delle Isole Vergini.

### Danni causati

#### Uragano Maria
Dopo che l’uragano Maria ha colpito i Caraibi nel 2018, una delle università colpite è stata la Virgin Islands University. Decise di abbandonare il concorso universitario per riprendersi dai danni lasciati dall'evento atmosferico.

### UAGM: riunione in un'unica istituzione
Tuttavia, a partire da agosto 2019 sarà ridotto a 18 membri con l'unificazione del sistema educativo Ana G. Méndez sotto lo stesso nome Universidad Ana G. Méndez, lasciando l'Universidad del Turabo, del Este e Metropolitana.